# أوريم (مستوطنة)

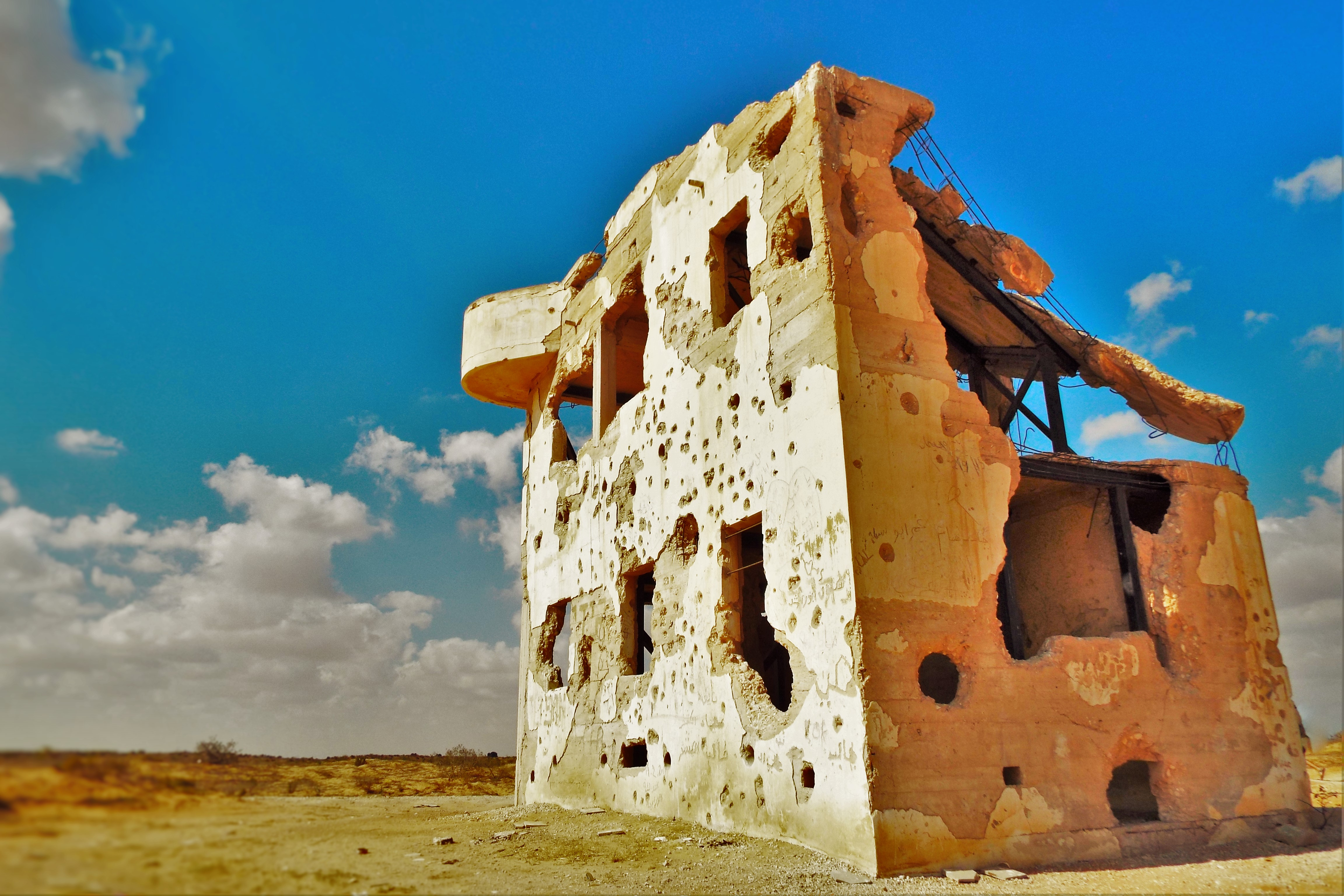
آثار الرصاص على منزل الأمن القديم في أوريم

الأوريم ( (بالعبرية: אוּרִים‏) وتعني أشعل الأضواء) هو تجمع سكاني في صحراء النقب في جنوب إسرائيل. يقع التجمع السكاني بالقرب من حدود قطاع غزة وعلى بعد حوالي 30 كيلومتر إلى الغرب من بئر السبع،  ويقع الكيبوتس تحت سلطة المجلس الإقليمي أشكول. في 2019، كان عدد سكانها 502. 

## تاريخها

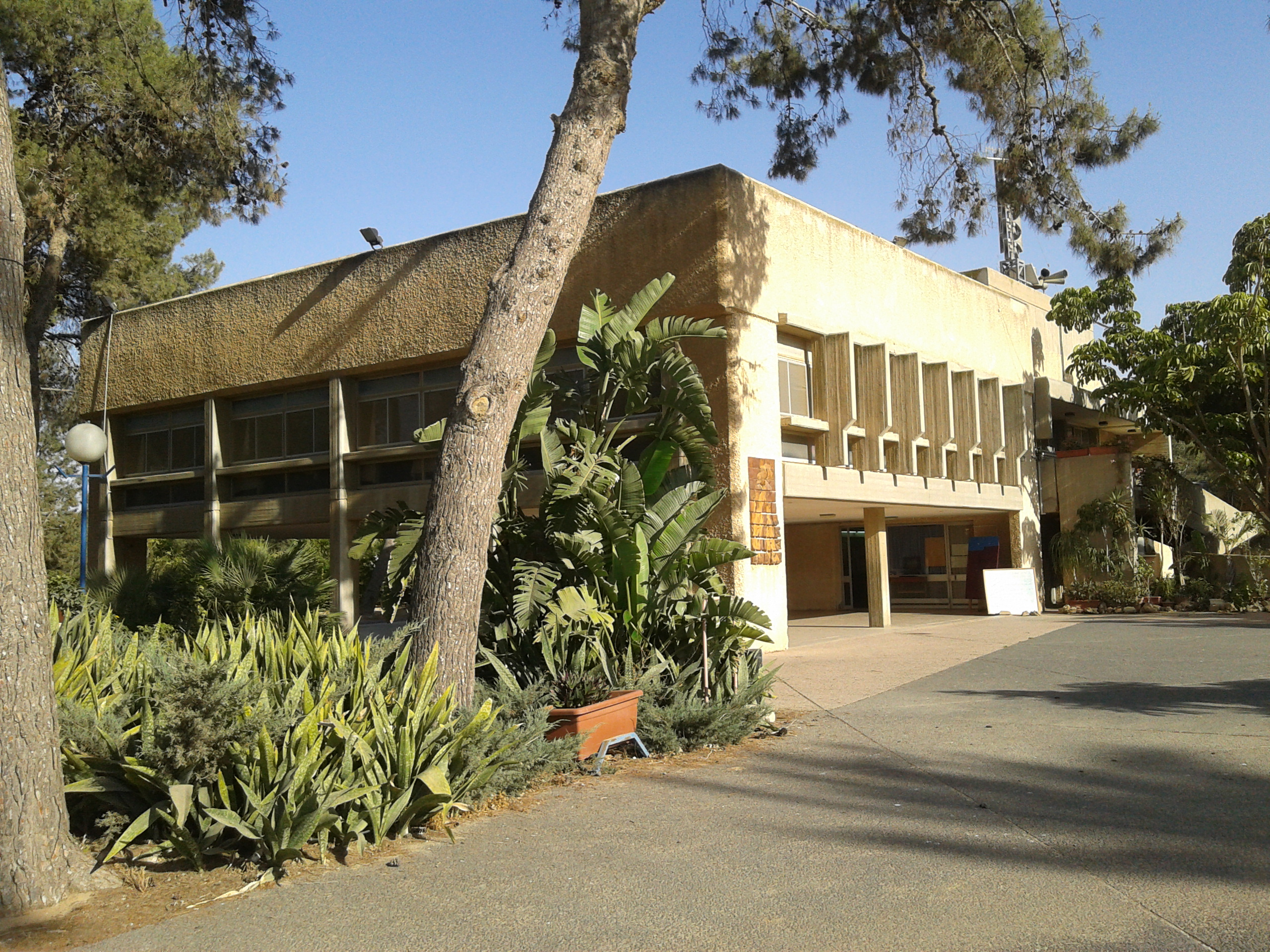
قاعة الطعام المشتركة في أوريم

تأسست أوريم في 6 أكتوبر 1946 كواحد من 11 منطقة في النقب على يد مجموعة من الشباب اليهود القادمين من بلغاريا،  انضم إليهم فيما بعد أعضاء هابونيم من أمريكا الشمالية.  وبحسب المؤرخ وليد الخالدي، فقد أقيمت منطقة أوريم على أرض تابعة لقرية العمارة الفلسطينية. أصبحت قرية العمارة مهجورة من سكانها في الحرب العربية الإسرائيلية عام 1948، وتم إنشاء أوريم على بعد 1 كم جنوب موقع القرية. 

## الاقتصاد
كانت أوريم تمتلك مصنع للبطانيات دمرته النيران في الثمانينيات.  يقوم اقتصادها على تصنيع الأقمشة غير المنسوجة المثقوبة بالإبرة.  تجمعأاوريم هو مالك مشارك لشركة أورا للمحاصيل الحقلية، التي تعمل مع كيسوفيم أيضًا في شمال غرب النقب. وتبلغ المساحة المزروعة حوالي 27000 دونم (حوالي 6700 فدان). يتم ري أكثر من ثلثي الحقول من مصادر المياه التي يتم توفيرها عن طريق أنابيب المياه ذات الصمامات الهيدروليكية وشبكات الاتصالات والأتمتة. تشمل محاصيل فصل الخريف البطاطس والجزر والفجل والقمح والشعير والبصل. تشمل محاصيل الربيع عباد الشمس والفول السوداني والذرة. المحصول الصيفي هو عنب المائدة. 

## روابط خارجية
- مركز معلومات أوريم النقب
- موقع شخصي عن أوريم